# Stardust from Tomorrow
Stardust from Tomorrow ist ein Jazzalbum von Sun Ra & His Intergalaxtic Arkestra. Die am 29. April 1989 im live Jazzatelier Ulrichsberg entstandenen Aufnahmen erschienen 1997 als Doppel-CD auf Leo Records. Vom selben Konzert stammt auch der Mitschnitt Second Star to the Right (Salute to Walt Disney), der 1995 erschienen war.

## Hintergrund
Stardust from Tomorrow sei ein ziemlich typischer Live-Auftritt der späten 1980er-Jahre für das Arkestra gewesen, notierte Sean Westergaard, da es einen angemessenen Eindruck  darüber verschafft, was die Band bei einem solchen Anlass darbieten könnte: ein bisschen Material von Fletcher Henderson (hier „Yeah Man!“), ein bisschen Duke Ellington („Prelude to a Kiss“), ein paar Eigenkompositionen Sun Ras, ein paar „Weltraumgesänge“ aus dem Arkestra-Repertoire (wie „We Travel the Spaceways“) und ein paar dirigierte Improvisationen würden nahtlos von einer Melodie zur nächsten fließen.

## Titelliste
- Sun Ra & His Intergalaxtic Arkestra: Stardust from Tomorrow (Leo Records CD LR 235/236)[2]

CD 1
1. Mystery Intro	18:07
2. Untitled I	7:30
3. Blue Lou (Edgar Sampson, Irving Mills) 5:52
4. Prelude in A-Major, Op. 28, N.7 (Frédéric Chopin) 9:38
5. Untitled II	6:20

CD 2
1. Discipline 27-II/I'll Wait For You / Angel Race	18:16
2. Queer Notions (Coleman Hawkins) 2:49
3. Back Alley Blues	9:56
4. Prelude to a Kiss (Duke Ellington) 4:54
5. Stardust from Tomorrow	3:11
6. Yeah Man! (Fletcher Henderson, Noble Sissle) 3:22
7. We Travel the Spaceways / Space Chants Medley: Outer Spaceways Incorporated / Rocket No. 9 / Take Off for the Planet Venus / Second Stop Is Jupiter / Pluto / Saturn / Saturn Rings	8:40

Wenn nicht anders vermerkt, stammen die Kompositionen von Sun Ra.

## Rezeption
Nach Ansicht von Richard Cook und Brian Morton, die das Album in The Penguin Guide to Jazz mit drei Sternen auszeichneten, sei dieser Mitschnitt ein faszinierendes Dokument des Arkestra bei der Arbeit und inmitten seines Pomps. Die Mischung des Materials sei atemberaubend; es klinge, als ob es direkt am Mischpult aufgenommen wurde. Trotz aller klanglichen Einschränkungen sei dies ein großartiger Mitschnitt.
Sean Westergaard verlieh dem Album in Allmusic vier Sterne und meinte, sowohl Trompeter Michael Ray als auch Saxophonist Marshall Allen seien bei diesem Auftritt in bester Form gewesen, wobei Allen bei „Prelude to a Kiss“ besonders hell strahle; es zerreiße ihn immer bei den Ellington-Nummern. Leider habe John Gilmore aus gesundheitlichen Gründen bei diesem Konzert gefehlt. Die Klangqualität sei gut, aber es gebe dennoch einige Probleme, die mit einem Live-Mitschnitt verbunden sind: einige geringfügige Feedback-Schwellungen auf der Bühne während „Blue Lou“ und einige Momente, bei denen die Wiedergabe leicht abseits des Mikrofons liege. Dennoch sei die Produktion in Ordnung, denn Leo Feigin sei es bei den Sun-Ra-Veröffentlichungen auf seinem Label sowieso immer mehr um Dokumentation als um audiophilen Sound gegangen.